# Mokrance
Mokrance és un poble i municipi d'Eslovàquia. Es troba a la regió de Košice, a l'est del país.

## Història
La primera referència escrita de la vila data del 1317.

## Demografia
| Godina             | 1994 | 2004   | 2014   | 2024    |
| ------------------ | ---- | ------ | ------ | ------- |
| Nombre de persones | 1287 | 1345   | 1369   | 1563    |
| Diferència         |      | +4,50% | +1,78% | +14,17% |

| Godina             | 2023 | 2024   |
| ------------------ | ---- | ------ |
| Nombre de persones | 1513 | 1563   |
| Diferència         |      | +3,30% |